# Фредо Сантана
Фредо Сантана (справжнє ім'я Деррік Коулмен) — американський репер, старший двоюрідний брат Chief Keef, співпрезидент його лейблу Glory Boyz Entertainment та засновник власного Savage Squad Records. Відомий серед фанів татуюваннями на обличчі, зокрема хреста на лобі.

## Кар'єра
Популярність Фредо збільшилася після того, як Lil Reese згадав його кілька разів у пісні Chief Keef «I Don't Like» («Fredo in the Cut/ That's a Scary Sight»). Виконавець зняв відеокліпи майже на кожен трек з вересневого мікстейпу It's a Scary Site. Другий мікстейп, Fredo Kruger, виданий 28 лютого 2013, містив продакшн від 808 Mafia, Young Chop та Mike WiLL Made It; гостьові появи: Джулз Сантана, Soulja Boy, Young Scooter, Lil Durk, Lil Reese та ін. 7 травня він з'явився на iTunes.
24 вересня 2013 року Фредо Сантана зіграв камео у кліпі Дрейка «Hold On, We're Going Home». Його роль: поганий хлопець, що викрадає дівчину репера. Запланований на 31 жовтня Trappin' Ain't Dead видали 20 листопада. 27 лютого 2014 року репер оголосив спільну платівку з Chief Keef.

## Дискографія

### Студійні альбоми
| Trappin' Ain't Dead                                                    | - Випущений: 20 листопада 2013 - Лейбл: Savage Squad Records - Формат: Цифрове завантаження | — | 45 | — |
| «—» означає, що запис не потрапив до чарту чи не був виданий у країні. |                                                                                             |   |    |   |

### Мікстейпи
- 2012: It's a Scary Site[6]
- 2013: Fredo Kruger[7]
- 2013: Street Shit (разом з Джіно Марлі)[8]
- 2013: It's a Scary Site 2
- 2014: Walking Legend
- 2015: Aint No Money Like Trap Money

### Сингли
| Назва                                  | Рік  | Найвищі чартові позиції | Найвищі чартові позиції | Найвищі чартові позиції | Альбом              |
| Назва                                  | Рік  | США                     | US R&B                  | US Rap                  | Альбом              |
| -------------------------------------- | ---- | ----------------------- | ----------------------- | ----------------------- | ------------------- |
| «I Need More» (з участю Young Scooter) | 2013 | —                       | —                       | —                       | Fredo Kruger        |
| «Jealous» (з участю Kendrick Lamar)    | 2013 | —                       | —                       | —                       | Trappin' Ain't Dead |
| «Bird Talk»                            | 2013 | —                       | —                       | —                       | Scary Site 2        |
| «It's Only Right»                      | 2014 | —                       | —                       | —                       | Walking Legend      |

### Гостьові появи
| Назва                     | Рік  | Інші виконавці                       | Альбом              |
| ------------------------- | ---- | ------------------------------------ | ------------------- |
| «Stay on Top»             | 2011 | Chief Keef                           | The Glory Road      |
| «Numbers»                 | 2012 | King Louie                           | Showtime            |
| «Wild Nigga»              | 2012 | Lil Durk                             |                     |
| «Beef»                    | 2012 | Lil Reese, Lil Durk                  | Don't Like          |
| «Dead Broke»              | 2012 | Chief Keef, Future, SD               |                     |
| «Big Faces»               | 2013 | Daveylow, SD, H.I.M.                 | Hustlers 1st        |
| «Pussy»                   | 2013 | Travis Scott, Gunplay, Chuck Inglish | Owl Pharoah         |
| «Im Fly»                  | 2013 | Cakehouse                            |                     |
| «Instagram»               | 2013 | Ballout                              | Ballin No NBA       |
| «Trap Spot»               | 2013 | Ballout, Blood Money, Gino Marley    | Ballin No NBA       |
| «Change»                  | 2013 | Ballout, Lil Durk, Gino Marley       | Ballin No NBA       |
| «No New Niggas»           | 2013 | Ballout, Gino Marley                 | Ballin No NBA       |
| «Wassup»                  | 2013 | Lil Reese, Lil Durk                  | Supa Savage         |
| «Trapspot»                | 2013 | RondoNumbaNine                       | Real Nigga for Life |
| «Familiar»                | 2014 | Ty Dolla $ign, Travis Scott          | Beach House EP      |
| «Shit Real»               | 2014 | RondoNumbaNine                       | Real Nigga 4 Life 2 |
| «My Pride»                | 2014 | Troy Ave                             | BSB Vol. 4          |
| «Juug House»              | 2014 | Gucci Mane, Young Scooter            | Trap House 4        |
| «With da Shit»            | 2014 | Gino Marley                          | Greater Than Great  |
| «Ya Boi»                  | 2014 | Gino Marley                          | Greater Than Great  |
| «Angry»                   | 2015 | Gucci Mane, Lil Reese                | Views from Zone 6   |
| «Play with Your Children» | 2015 | Gucci Mane                           | Dinner              |
| «Destroy»                 | 2015 | King Chip                            | CleveLAfornia       |